# Turistická značená trasa 0420
 Turistická značená trasa 0420 je 14,5 kilometrů dlouhá červeně značená turistická trasa Klubu českých turistů v okresech Hradec Králové a Pardubice spojující Hradec Králové s motorestem Koliba. Převažující směr trasy je jižní a posléze jihovýchodní. V úseku po Milířský kopec je trasa součástí východočeské větve Svatojakubské cesty.

## Průběh trasy
Turistická trasa má svůj počátek v centru Hradce Králové u Tyršova mostu, kde přímo navazuje na rovněž červeně značenou trasu 0405 z Jaroměře. Trasa vede jižním směrem po levém břehu Labe po Eliščině nábřeží, následně přechází po Pražském mostu na břeh pravý a pokračuje po nábřeží Tylově. V blízkosti soutoku Labe s Orlicí opět přechází po mostě U soutoku na břeh levý. Po Hradubické cyklostezce pokračuje jižním směrem a prochází ulicemí místní částí Hradce Králové Třebeš. Jižně od ní se u zahrádkářské osady nachází rozcestí se zde výchozí zeleně značenou trasou 4340 do Hoděšovic. Trasa 0420 přechází hráz rybníka Roudnička a poté prochází stejnojmennou vsí. Za ní vstupuje na lesní cesty a jižní směr se mění na jihovýchodní. Nad obcí Vysoká nad Labem opouští hlavní cestu vystupuje jihozápadním směrem na Milířský kopec se stejnojmennou rozhlednou, poté se vrací zpět na hlavní cestu. Tu po chvíli opět opouští a po lesní pěšině přichází k vysocké hájovně, kde se nachází rozcestí se zde končící modře značenou trasou 1859 z Nového Hradce Králové. Trasa 0420 odtud pokračuje zpevněnými lesními cestami k jihovýchodu a posléze k severovýchodu na rozcestí se žlutě značenou trasou 7280 z Kluků. S ní vede v souběhu po lesních pěšinách nejprve jižním a poté východním směrem k motorestu Koliba, kde končí. Trasa 7280 pokračuje dále do Hoděšovic.

## Historie
Trasa 0420 bývala podstatně delší a propojovala Hradec Králové s Pardubicemi. Asi 1,5 km jihovýchodně od vysocké hájovny se stáčela na jihozápad a vedla do Bukoviny nad Labem, dále na západ k Labi, po jeho levém břehu do Němčic a po silnici pod Kunětickou horu. Tento úsek je zcela zrušen. Navazující úsek z pod Kunětické hory přes Kunětice do Pardubic existuje jako samostatná rovněž červeně značená trasa č. 0438. 

## Turistické zajímavosti na trase
- Tyršův most v Hradci Králové
- Muzeum východních Čech v Hradci Králové
- Pražský most v Hradci Králové
- Jez Hučák v Hradci Králové
- Soutok Labe a Orlice v Hradci Králové
- Památné duby u Fakultní nemocnice Hradec Králové
- Památný Jilm v nivě Labe
- Výklenková kaple v Třebeši
- Pomník Mistra Jana Husa (Třebeš)
- rybník Roudnička
- Přírodní památka Roudnička a Datlík
- Rozhledna Milíř
- Výklenková kaplička u vysocké hájovny
- Pomník obětem druhé světové války u vysocké hájovny
- Památník na císaře Františka Josefa I. u vysocké hájovny
- Motorest Koliba